# Philippe Stevens
Pour les articles homonymes, voir Stevens.
Philippe Stevens P.F.E., né le 30 mars 1937 à Quaregnon en Belgique et mort le 7 décembre 2021 est un prélat catholique belge. Il est évêque de Maroua-Mokolo au Cameroun de 1994 à 2014 puis évêque émérite à partir de 2014.

## Biographie
Né le 30 mars 1937 à Quaregnon dans la province de Hainaut (Sud de la Belgique), Philippe Stevens est le septième d’une famille chrétienne de neuf enfants. Son enfance se déroule donc dans la crainte de Dieu et la fréquentation assidue des cathédrales. C’est donc en toute logique qu’il se retrouve au séminaire à l’Université catholique de Louvain. Il obtient à 19 ans une licence en philosophie en 1956 et trois ans plus tard, il intègre la congrégation des Petits Frères de l'Évangile qui s'inspirent de la spiritualité du bienheureux Charles de Foucauld, où il apprend entre autres la maçonnerie de construction.
L’année 1965 marque la date de son arrivée au Cameroun. Il met directement le cap sur le Mayo-Ouldémé où officie déjà un certain Baba Simon auprès de qui il s’engage résolument dans la mission de construction des âmes de ces peuples de montagne. Cela lui vaut d’être consacré prêtre en 1980 par  Jacques De Bernon alors évêque du diocèse de Maroua–Mokolo qui prépare ainsi sa succession. À sa retraite en 1994, Philippe Stevens lui succède ; il est nommé le 11 novembre 1994 évêque de Maroua-Mokolo, et consacré évêque deux mois plus tard, le 15 janvier 1995, par André Wouking.
Le 5 avril 2014, le pape François a accepté sa démission pour raison d’âge. Il se consacre au dialogue interreligieux entre chrétiens et musulmans.
Il meurt le 7 décembre 2021.